# Kalakangebergte
Het Kalakangebergte (Russisch: Калаканский хребет; Kalakanski chrebet) is een gebergte in het Russische Verre Oosten, in het noorden van de Russische kraj Transbaikal. Het gebergte is vernoemd naar de rivier de Kalakan en ligt ten zuiden van de Kalakanlaagte.
De bergketen loopt in sub-laterale (min of meer oost-west: min of meer parallel aan het aardoppervlak) tot noordoostelijke richting aan linkerzijde van de Kalakan. Het gebergte start in het westen vanaf de rechteroever van de benedenloop van de rivier de Toendak. Ten noordoosten daarvan loopt het gebergte verder naar de riviervallei van de Lenger. Het Kalakangebergte heeft een lengte van ongeveer 200 kilometer bij een breedte die varieert tussen de 25 en 50 kilometer. De gemiddelde hoogte varieert tussen de 1200 en 1300 meter, oplopend tot 1688 meter.
De bergketen is geologisch gezien voornamelijk opgebouwd uit rotsteen uit de late archeïsche en proterozoïsche periode, op sommige plaatsen doorbroken met granitoïden uit de late paleozoïsche periode. Het reliëf heeft het karakter van een middelgebergte dat doorsneden wordt door rivierdalen.
In het gebied van de waterscheiding bevinden zich resten van een oud genivelleerd oppervlak; terrassen met zogenoemde goltsy.
Op de hellingen van de bergrug bevinden zich koeroemy (rotsvelden/rotsgletsjers; blockhaldes/stone runs) en buttes. Het landschap wordt gedomineerd door bergtaiga en open bossen (boslanden; redkolesje; woodlands).